# Khanom khrok
Khanom khrok (taj. ขนมครก) – tradycyjny deser charakterystyczny dla kuchni tajskiej. Jedno z najpopularniejszych dań ulicznych w Tajlandii.
Danie stanowi rodzaj kokosowych naleśników, powstałych w wyniku zmieszania namoczonego ryżu z kremem kokosowym i startym kokosem. Następnie dodaje się trochę soli, po czym umieszcza się masę na specjalnej patelni ze specjalnie wyprofilowanymi otworami do pieczenia. W wypieczone porcje nakłada się na koniec nierozcieńczone mleczko kokosowe. Gotowy wyrób podawać można z dynią, szalotką, kukurydzą lub taro, czyli kolokazją jadalną. 
Deser zawiera i witaminy, minerały (takie jak potas i wapń), jak również elektrolity i liczne tłuszcze nasycone. Bardzo dobrze równoważy słodkie i pikantne smaki kuchni tajskiej.